# La Fugitive (téléfilm)
La Fugitive (Fugitive at 17) est un téléfilm américain réalisé par Jim Donovan, diffusé le 30 juin 2012 sur Lifetime.

## Synopsis
Holly est une adolescente de 17 ans, orpheline et élevée par sa grand-mère. Déjà condamnée pour une affaire de détention de drogue, Holly est impliquée dans la mort de sa meilleure amie, Blake, victime d'une overdose au cours d'une soirée. Au moment de son arrestation, Holly semble elle aussi être sous l'effet de drogue, mais celle-ci, lors de l'interrogatoire policier, clame son innocence et affirme qu'elle et son amie ont été droguées de force par un inconnu. Lors de son transfert en prison, le fourgon cellulaire qui transporte Holly fait l'objet d'une tentative d'évasion. Holly profite de cette occasion pour s'enfuir, bien décidée à prouver son innocence, retrouver l'assassin de sa meilleure amie et montrer à tout le monde que cette image d'adolescente à problèmes qui lui colle à la peau est fausse…

## Fiche technique
- Titre original : Fugitive at 17
- Titre français : La Fugitive
- Réalisation : Jim Donovan
- Scénario : Douglas Howell et David DeCrane
- Photographie : Bill St. John
- Musique : Richard Bowers
- Pays d'origine :  États-Unis
- Langue originale : anglais
- Format : couleur - 35 mm - son Dolby numérique
- Genre :
- Durée : 84 minutes
- Dates de sortie :
  -  États-Unis : 30 juin 2012
  -  Canada : 7 juillet 2012[2]
  -  France : 14 mars 2013[2]

## Distribution
- Marie Avgeropoulos (VFB : Fanny Roy) : Holly Hamilton
- Christina Cox (VF : Laura Blanc) : Cameron Langford
- Casper Van Dien (VF : Damien Boisseau) : Spencer Oliphant
- Danny Blanco Hall (VFB : Erwin Grünspan) : Roger West
- Daniel Rindress-Kay (VFB : Maxime Donnay) : Dan Dalton
- Frank Schorpion : Tony Ashler
- Allison Graham : Linda Jones
- Rosemary Dunsmore : la grand-mère de Holly
- Sophie Gendron : Mme Brooks
- Cindel Chartrand : Blake Brooks

Source et légende : Version française (VF) sur RS Doublage et selon le carton de doublage.

## Accueil
Le téléfilm a été vu par 1,164 million de téléspectateurs lors de sa première diffusion.